# محی‌الدین خان
مولانا محی الدین خان (انگلیسی: Maulana Muhiuddin Khan؛ ۱۹ آوریل ۱۹۳۵–۲۵ ژوئن ۲۰۱۶) شخصیت و نویسنده مذهبی اسلامی بنگلادشی بود که در قرن بیستم و بیست و یکم فعالیت داشته‌است. او همچنین به عنوان روزنامه‌نگار و شاعر بوده‌است، سردبیر ماهنامه مدینه (Monthly Madina) بوده‌است. وی همچنین برای اولین بار نسخه اردو اصل معارف القران (Maariful Quran) را به بنگالی ترجمه کرده‌است.